# كأس الإنتركونتيننتال 1990
كأس الإنتركونتيننتال 1990 جمعت نسخة عام 1990 في بطولة كأس الإنتركونتيننتال بطل دوري أبطال أوروبا لموسم 1989-90 نادي إيه سي ميلان الإيطالي مع بطل كأس ليبرتادوريس سنة 1990 أوليمبيا أسونسيون الباراغواياني على الملعب الأولمبي الوطني في العاصمة اليابانية طوكيو ، وحقق ميلان البطولة للمرة الثالثة في تاريخة بعد الفوز بنتيجة 3-0 .

## التفاصيل
| إيه سي ميلان                                                    | 3–0 | أوليمبيا أسونسيون  |
| --------------------------------------------------------------- | --- | ------------------ |
| فرانك ريكارد 43 ،65' · جيوفاني ستروبا 62' · المدرب · أريغو ساكي |     | المدرب لويس كوبيلا |